# 광장동
광장동(廣壯洞)은 서울특별시 광진구의 행정동, 법정동이다. 북쪽으로는 경기도 구리시, 동쪽으로는 한강, 남쪽으로는 구의3동, 서쪽으로는 구의2동과 접하고 있다.

## 유래
조선시대 자연마을인 광진리의 '광' 자와 장의동의 '장' 자를 따서 광장동을 만들었다.

## 장소

### 교육
- 서울양진초등학교
- 양진중학교 (서울)
- 서울광장초등학교
- 광장중학교
- 광남중학교
- 광남고등학교
- 장로회신학대학교

### 호텔
- 워커힐(Walker Hill)
- 한강호텔

### 아파트
- 워커힐 아파트

### 도서관
- 광진정보도서관

### 교각
- 광진교
- 천호대교

### 공원
- 한강시민공원

### 자연 환경
- 아차산
- 한강

## 아파트
| 단지명                 | 건설사   | 시행사                        | 주소                   | 입주        | 비고                        |
| ---------------------- | -------- | ----------------------------- | ---------------------- | ----------- | --------------------------- |
| 광장현대 8단지         | 현대건설 | 현대건설                      | 광진구 아차산로 522    | 1995년 3월  |                             |
| 광장현대 9단지         | 현대건설 | 현대건설직장주택조합          | 광진구 아차산로69길 19 | 1999년 4월  | 구 모토로라코리아 공장 부지 |
| 광장 현대파크빌 10단지 | 현대건설 | 광장동현대서울제4지역주택조합 | 광진구 아차산로 549    | 2000년 8월  |                             |
| 광장 현대홈타운 11단지 | 현대건설 | 광장11차현대지역주택조합      | 광진구 아차산로69길 29 | 2003년 10월 | 구 국제약품공업㈜ 공장 부지 |
| 광장 힐스테이트        | 현대건설 | 한원광장금융투자㈜            | 광진구 아차산로 537-17 | 2012년 3월  | 구 한국화이자 공장 부지     |

- 금호베스트빌 - 2001년 6월 입주 / 금호개발(주)

## 문화 시설
- 광진구민체육센터
- 시립광진청소년수련관

## 콘서트 홀
- 예스24라이브홀

## 교통
지하철
- 서울지하철 5호선
  - 광나루역

## 같이 보기
- 대한민국의 행정 구역